# Financiamento climático no Chile

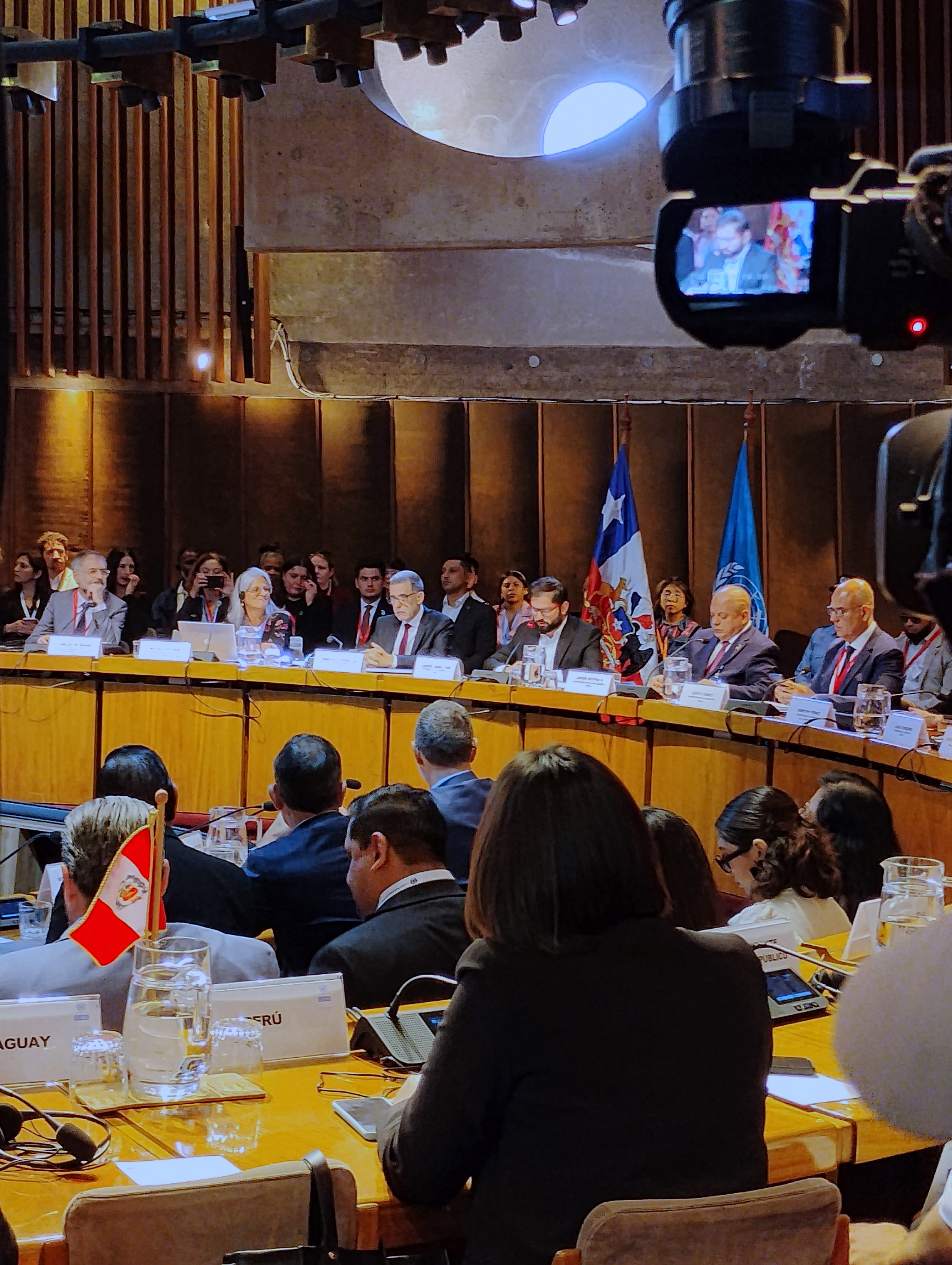
Reunião dos líderes durante a terceira Conferência das Partes do Acordo de Escazú, ocorrida em 2024, em Santiago.

O financiamento climático no Chile refere-se  ao conjunto de instrumentos, políticas, mecanismos e fontes de recursos financeiros mobilizados para apoiar ações de mitigação e adaptação às mudanças climáticas no país chileno. O Chile, responsável por apenas 0,25% das emissões globais de gases de efeito estufa (GEE), enfrenta sete das nove categorias de vulnerabilidade climática definidas pela ONU. Sua geografia singular, estendendo-se por 38 graus de latitude, gera uma diversidade climática extrema que amplifica os riscos: desde a aridez do Deserto do Atacama até os ventos patagônicos e a crise hídrica central. Essas pressões coexistem com um aumento de 114,7% nas emissões nacionais desde 1990, lideradas pelo setor energético (78,7% do total em 2016).
A resposta institucional evoluiu significativamente, desde a ratificação da Convenção-Quadro das Nações Unidas sobre Mudança do Clima (1994) até a aprovação da Lei Marco de Mudança Climática (2022), que estabelece governança climática vinculante para 13 ministérios e todos os níveis subnacionais. Instrumentos como a Estratégia Climática de Longo Prazo (ECLP), o imposto sobre carbono (primeiro na América do Sul) e a emissão pioneira de títulos verdes soberanos (US$ 2,4 bi em 2019) consolidam um ecossistema financeiro orientado para metas ambiciosas: redução de emissões para 95 MtCO₂e até 2030, 70% de energias renováveis na matriz elétrica na mesma década e restauração de 200 mil hectares de floresta até 2035.
O financiamento combina recursos fiscais (como o Fundo de Proteção Ambiental), investimentos privados maciços em energias renováveis (US$ 8,5 bilhões entre 2018-2022) e cooperação internacional, posicionando o Chile como laboratório de políticas financeiras climáticas na região latino-americana.

## Contexto climático e vulnerabilidades

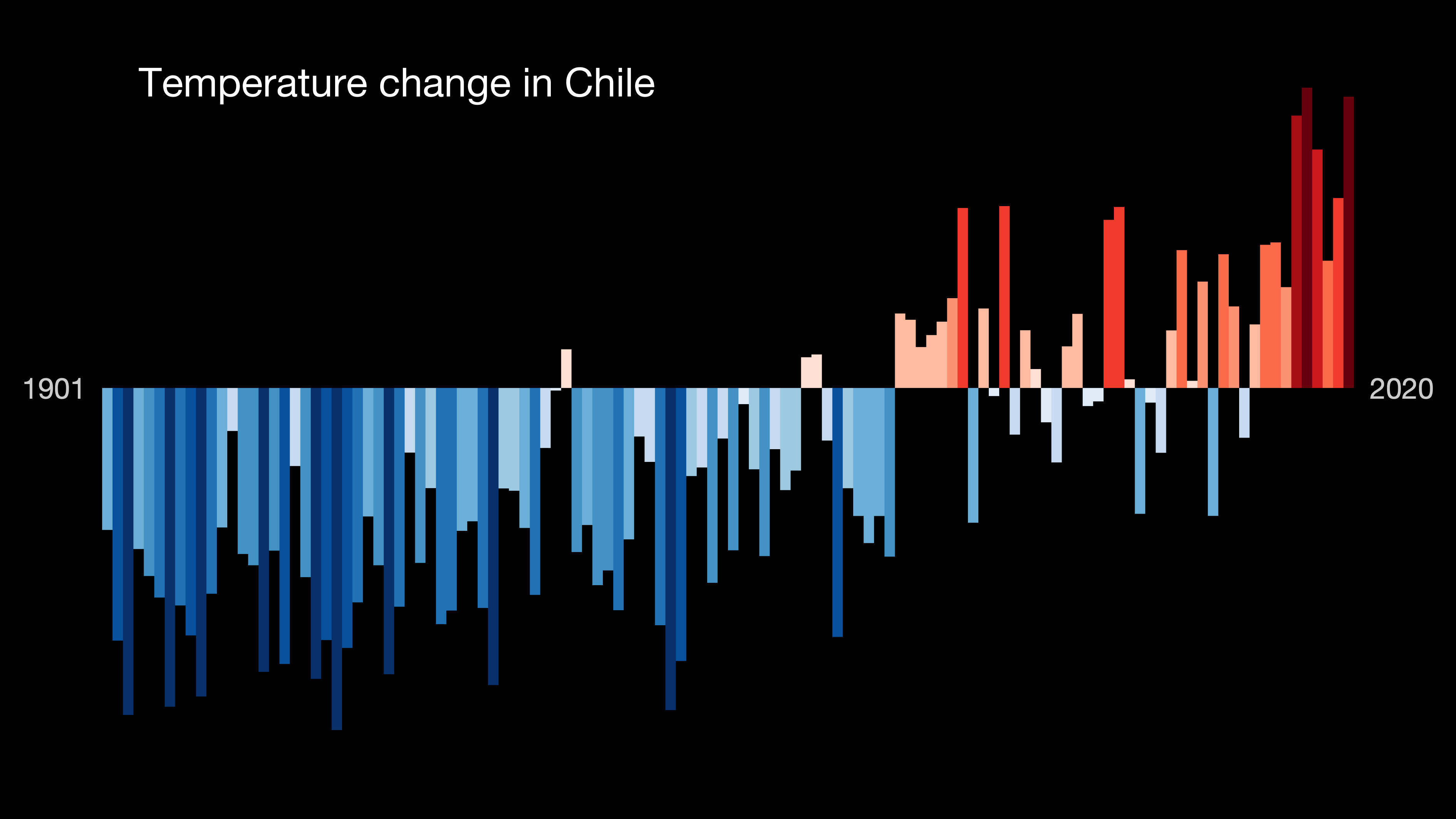
Gráfico com o aumento da temperatura média no Chile entre 1901 e 2020.

O Chile apresenta uma diversidade climática extrema devido à sua geografia alongada, que atravessa 38 graus de latitude. O país contribui com 0,25% das emissões globais de gases de efeito estufa (GEE), mas enfrenta sete das nove categorias de vulnerabilidade climática definidas pela ONU.
O país registra um aumento de 114,7% nas emissões desde 1990, com destaque para o setor energético (78,7% das emissões em 2016). Os impactos climáticos incluem secas recorrentes, com um déficit hídrico de 14 anos afetando a região central, com redução de 15% nas precipitações em áreas críticas e projeções de aumento de 1,15°C a 2°C na temperatura até 2065. A agricultura, responsável por parte expressiva da economia, sofreu perda de 23 mil hectares cultivados entre 2009 e 2019 devido à escassez hídrica.

#### Diversidade climática e eventos extremos

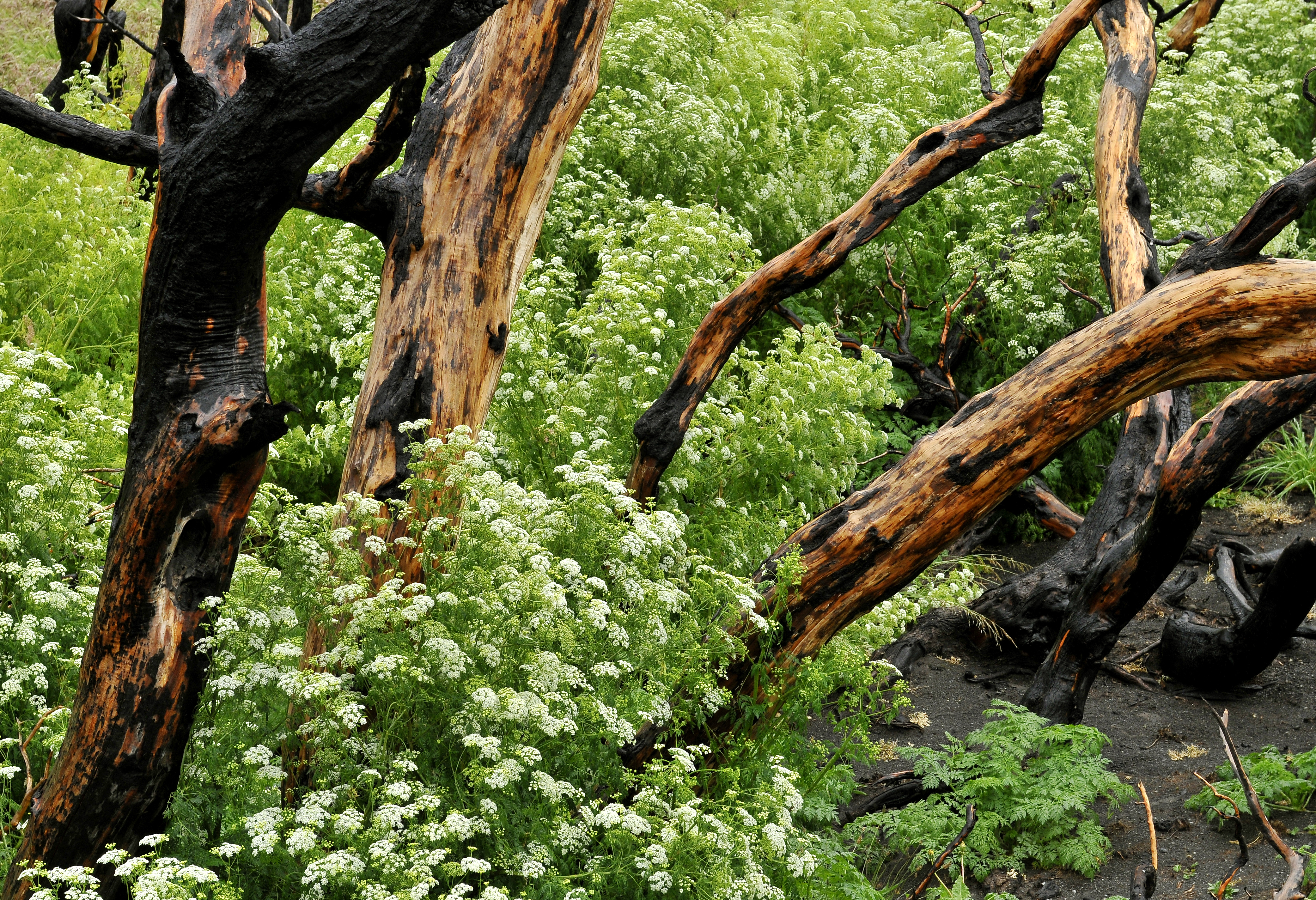
Florescimento de flores da ordem apiales no Parque Nacional Torres del Paine, após os incêndios na Patagônia, em 2011.

O Deserto do Atacama, no norte, é uma das regiões mais áridas do mundo, com precipitações mínimas e flutuações térmicas extremas. Desde 2010, uma megasseca afeta o centro do país, acelerando a expansão do deserto para o sul. Na região central e sul, verões com temperaturas acima de 40°C alternam-se com invernos de inundações, deslizamentos e geadas, além de tornados e trombas d'água no outono-inverno.
A Patagônia e Tierra del Fuego registram ventos de até 150 km/h e precipitação intensa. Fenômenos como El Niño e La Niña alteram padrões de chuva e temperatura, impactando agricultura e recursos hídricos.

#### Vulnerabilidades setoriais

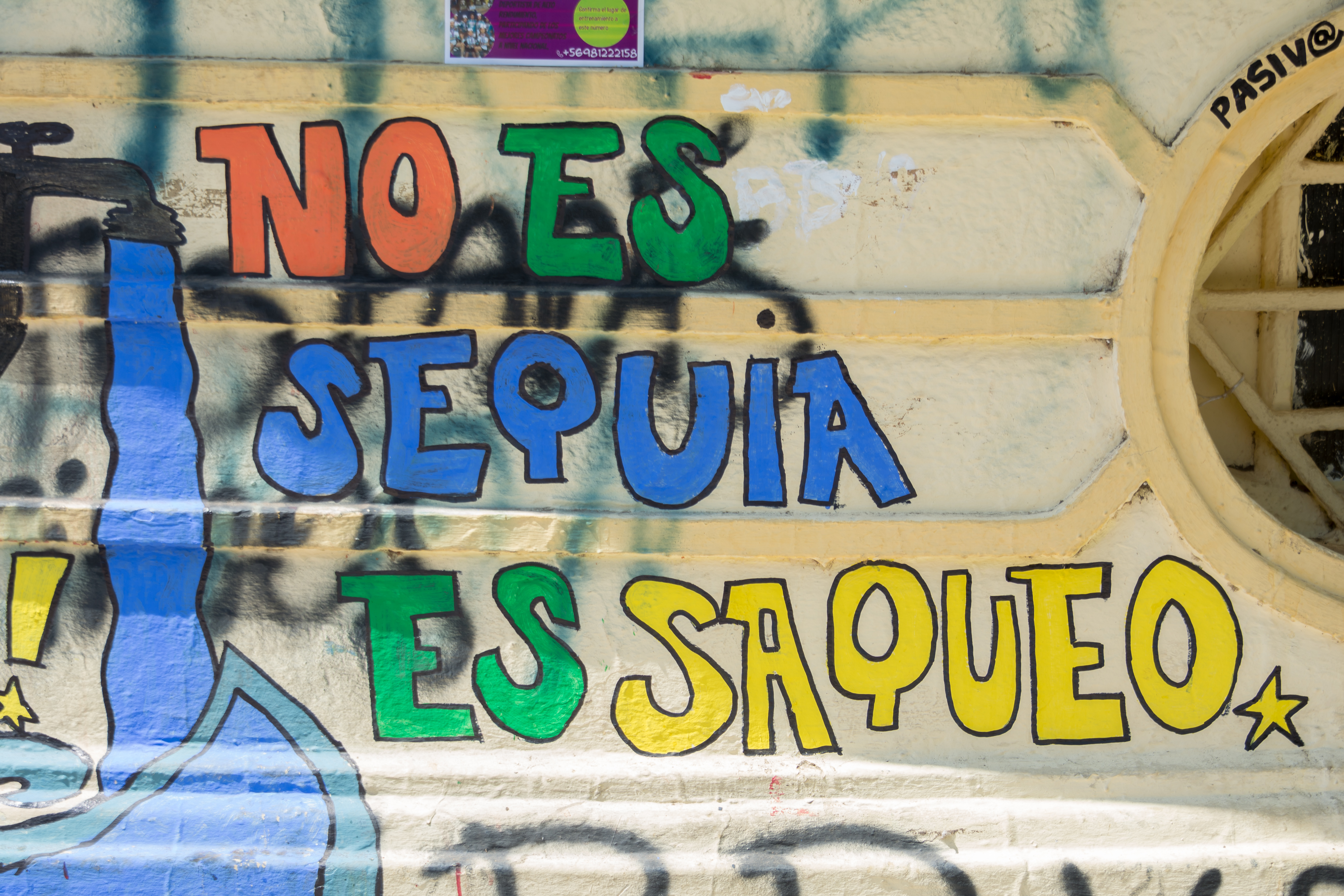
Grafite na cidade de Valparaíso, durante os protestos no chile em 2019-2020, apontando para o caráter antrópico das secas no país.

A crise climática no Chile se manifesta em alguns setores chave. Em relação aos recursos hídricos, projeta-se uma redução de 10% a 45% na vazão das bacias entre as regiões de Coquimbo e Los Lagos até 2050, acompanhada por uma elevação acelerada da isoterma zero (linha de neve permanente), comprometendo o armazenamento de neve. Este cenário coloca em risco a sobrevivência de lagos andinos do norte ao centro do país, que poderão desaparecer nas próximas duas décadas.
No setor agrícola, a escassez hídrica já resultou na perda de cerca de 23 mil hectares de terras cultivadas entre 2009 e 2019, com projeções indicando um deslocamento gradual da fruticultura em direção ao sul do território.
Quanto à biodiversidade, estima-se que três pisos de vegetação nativa, incluindo os emblemáticos bosques mediterrânicos costeiros, poderão perder mais de 50% de sua área original até 2050 devido às alterações climáticas.

#### Pressões antrópicas e emissões

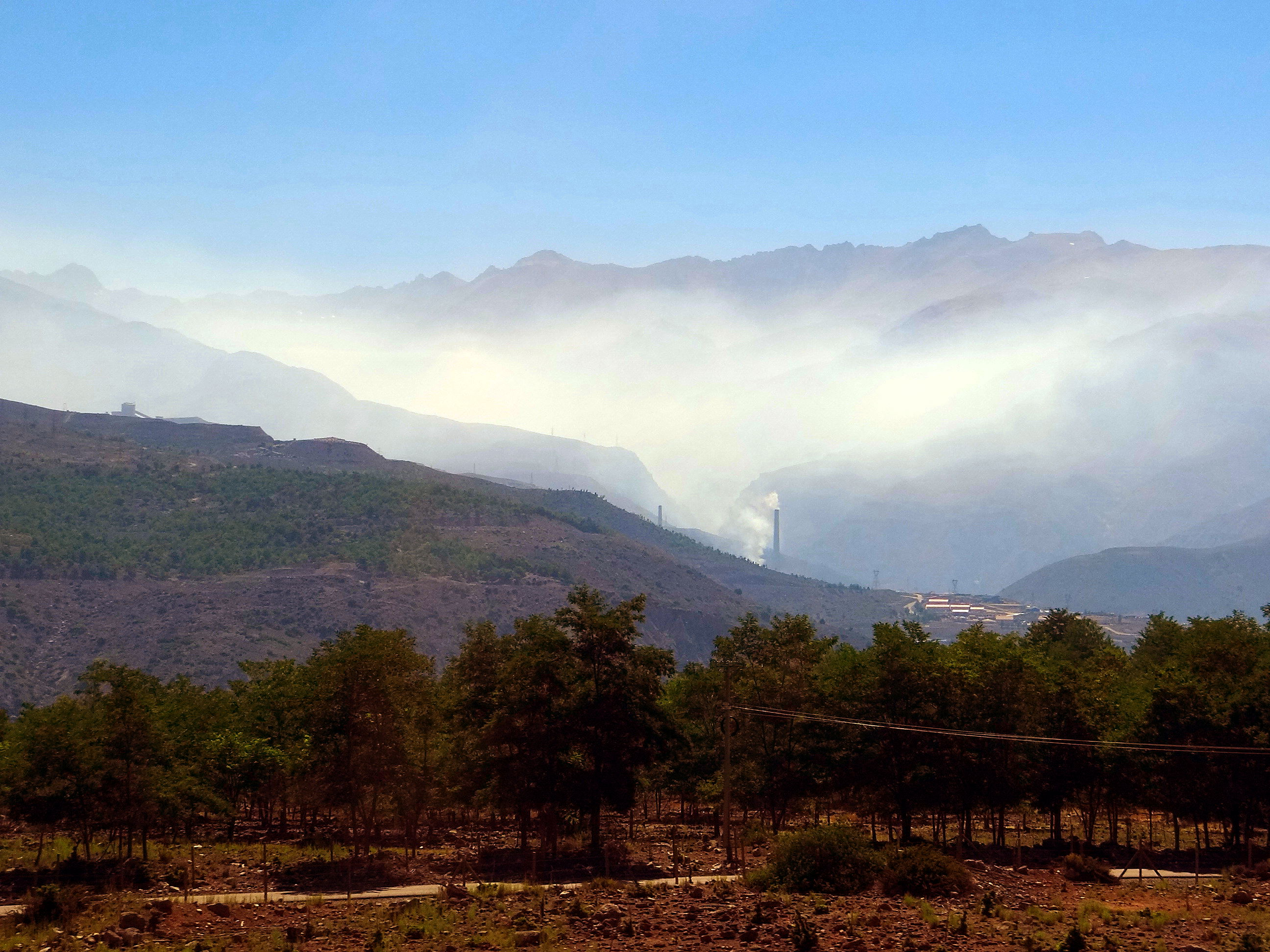
Emissões industriais em Caletones, mina El Teniente (Codelco)

As vulnerabilidades coexistem com pressões antrópicas significativas. As emissões líquidas de gases de efeito estufa (GEE) do Chile registraram um aumento de 114,7% entre 1990 e 2016, atingindo 111,7 milhões de toneladas de CO₂ equivalente (MtCO₂eq).
O setor energético é o principal contribuidor, responsável por 49% das emissões nacionais, principalmente devido ao consumo de combustíveis fósseis, embora tenha mostrado relativa estabilização desde 2016, impulsionada por políticas de descarbonização. Paralelamente, o país perdeu mais da metade de sua cobertura florestal original, com bosques maduros remanescentes sob pressão constante.
Em contrapartida, a transição energética ganhou impulso, com investimentos de US$ 8,5 bilhões entre 2018 e 2022 em energias renováveis não convencionais (ERNC), liderados pela energia solar (4,4 GW instalados) e eólica (3,1 GW), marcados por recordes de competitividade como a tarifa de US$ 29,1/MWh alcançada em leilão solar em 2016.

#### Projeções climáticas
As projeções climáticas apontam para cenários preocupantes. Modelos indicam um aumento médio da temperatura entre 1,15°C e 2°C até 2065, com as regiões do Norte Grande e Altiplano atingindo +1,5°C já em 2030.
Nas bacias hidrográficas de Copiapó a Aysén, espera-se uma redução de 5% a 15% na precipitação até 2030, tendência que se intensificará até 2050. A região de Magalhães poderá registrar leve aumento pluviométrico, porém, projeta-se uma redução crítica na acumulação de neve.
A elevação do nível do mar, estimada entre 20 e 25 cm até 2100, ameaça aproximadamente 7.000 km de costa chilena, posicionando o país como o terceiro mais vulnerável globalmente a este fenômeno.

## Marcos legais e institucionais
O desenvolvimento da estrutura legal e institucional para o financiamento climático no Chile constitui um processo evolutivo que se iniciou na década de 1990 com a ratificação dos primeiros acordos internacionais sobre mudanças climáticas, e teve na aprovação da Lei Marco de Mudanças Climáticas em 2022 como seu desenvolvimento mais recente.

### Ratificação de acordos internacionais
A trajetória chilena nos acordos climáticos internacionais começou com a assinatura da Convenção-Quadro das Nações Unidas sobre Mudanças Climáticas (UNFCCC) durante a Eco-92, no Rio de Janeiro. O Chile ratificou esta convenção em 24 de dezembro de 1994, tornando-se a lei da República em 13 de abril de 1995, estabelecendo assim o primeiro marco legal para a ação climática nacional. Esta ratificação criou a base legal para que o país participasse dos mecanismos financeiros internacionais estabelecidos pela UNFCCC, incluindo o acesso ao Fundo Global para o Meio Ambiente.
A adesão ao Protocolo de Quioto representou o próximo passo significativo na evolução dos marcos legais chilenos. O país ratificou este protocolo em 2002, posicionando-se como um país não-Anexo I, o que lhe permitiu participar do Mecanismo de Desenvolvimento Limpo (MDL) como receptor de projetos e financiamento. Em 2015, o Chile aceitou a Emenda de Doha ao Protocolo de Quioto, demonstrando seu compromisso contínuo com os esforços multilaterais de redução de emissões.

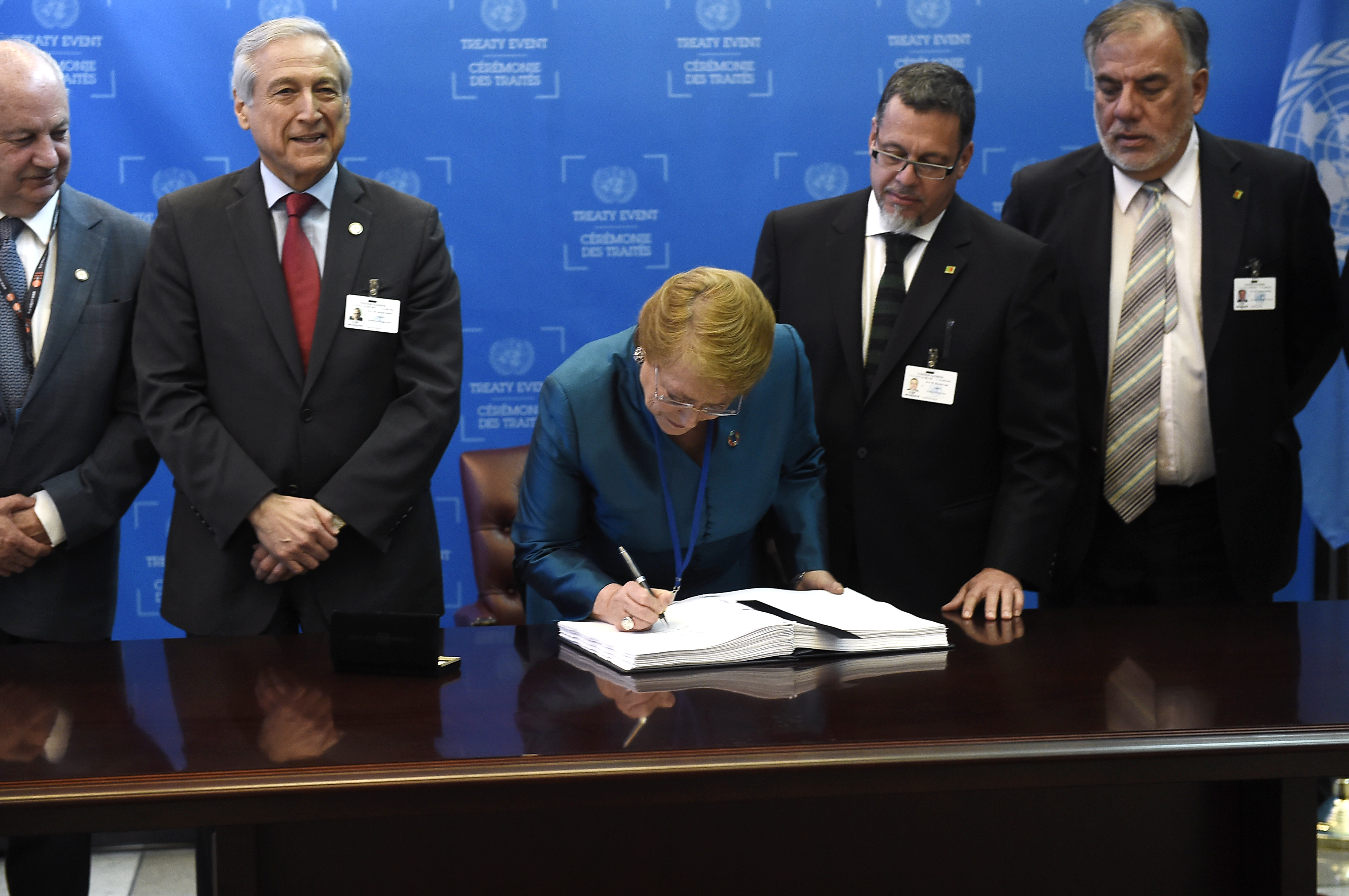
A então presidente do Chile, Michelle Bachelet, assina o Acordo de Paris, em 2016.

O Acordo de Paris marcou uma nova era na política climática chilena, sendo ratificado pelo país em fevereiro de 2017 através do Decreto Supremo nº 30 do Ministério das Relações Exteriores. A presidente Michelle Bachelet promulgou esta adesão em abril de 2017, destacando que o Chile estava entre os países mais preparados para enfrentar as mudanças climáticas, apesar de sua alta vulnerabilidade. O país comprometeu-se inicialmente a reduzir suas emissões de CO2 em 30% até 2030, tendo como base as emissões de 2007.
A evolução das Contribuições Nacionalmente Determinadas (NDCs) do Chile demonstra o aprofundamento progressivo de seus compromissos climáticos. A primeira NDC foi apresentada em setembro de 2015 como uma Contribuição Nacionalmente Determinada Pretendida (INDC), estabelecendo metas de redução de intensidade de emissões. Em abril de 2020, durante a pandemia de COVID-19, o Chile apresentou sua NDC atualizada, tornando-se um dos primeiros países do mundo a aumentar a ambição de seus compromissos climáticos.
Esta NDC atualizada substituiu o indicador de intensidade de emissões por um indicador absoluto incondicional, estabelecendo a meta de atingir 95 MtCO2eq (milhões de toneladas de dióxido de carbono equivalente) até 2030, com um pico máximo de emissões até 2025 e um orçamento de carbono que não deve superar 1.100 MtCO2eq para o período 2020-2030.

### Comunicações Nacionais
As Comunicações Nacionais constituem instrumentos fundamentais para a transparência dos desenvolvimentos nacionais em matéria climática no Chile, e têm evoluído significativamente em escopo e profundidade. 
A Primeira Comunicação Nacional de 1999 representou o esforço inaugural do Chile para cumprir suas obrigações de reporte perante a UNFCCC. Este documento foi preparado sob a coordenação da Comissão Nacional do Meio Ambiente (CONAMA) e apresentou o primeiro inventário nacional de gases de efeito estufa para os anos de 1993 e 1994, estabelecendo as bases metodológicas para futuros inventários.
A Segunda Comunicação Nacional, publicada em 2011, demonstrou avanços significativos na capacidade técnica e institucional do país. Este documento cobriu o período entre 2000 e 2006, utilizando metodologias aprimoradas do IPCC e incluindo análises mais detalhadas sobre vulnerabilidade e opções de adaptação. A comunicação evidenciou o crescimento exponencial dos impactos das das mudanças climáticas no país e o fortalecimento do compromisso governamental para enfrentar este fenômeno.
A Terceira Comunicação Nacional de 2016 marcou um período particularmente frutífero em termos de progresso nacional na área climática. Cobrindo o período de 2011-2016, este documento destacou que o Chile já possuía planos de adaptação às mudanças climáticas em diferentes setores da economia em implementação, bem como um Plano Nacional de Adaptação que refletia as diretrizes gerais do país. A comunicação enfatizou que o Chile cumprira sete dos nove critérios de vulnerabilidade definidos pela UNFCCC, confirmando sua condição de país altamente vulnerável às mudanças climáticas.
A Quarta Comunicação Nacional, apresentada em 2021, reportou os avanços do Chile na implementação dos objetivos da UNFCCC registrados no período 2017-2020. Este documento foi elaborado em meio à pandemia de COVID-19, e incluiu informações sobre circunstâncias nacionais, inventário de emissões, vulnerabilidade e adaptação, mitigação, e outras informações relevantes para o cumprimento dos objetivos da Convenção.

### Estratégia Nacional de Mudanças Climáticas (2005)

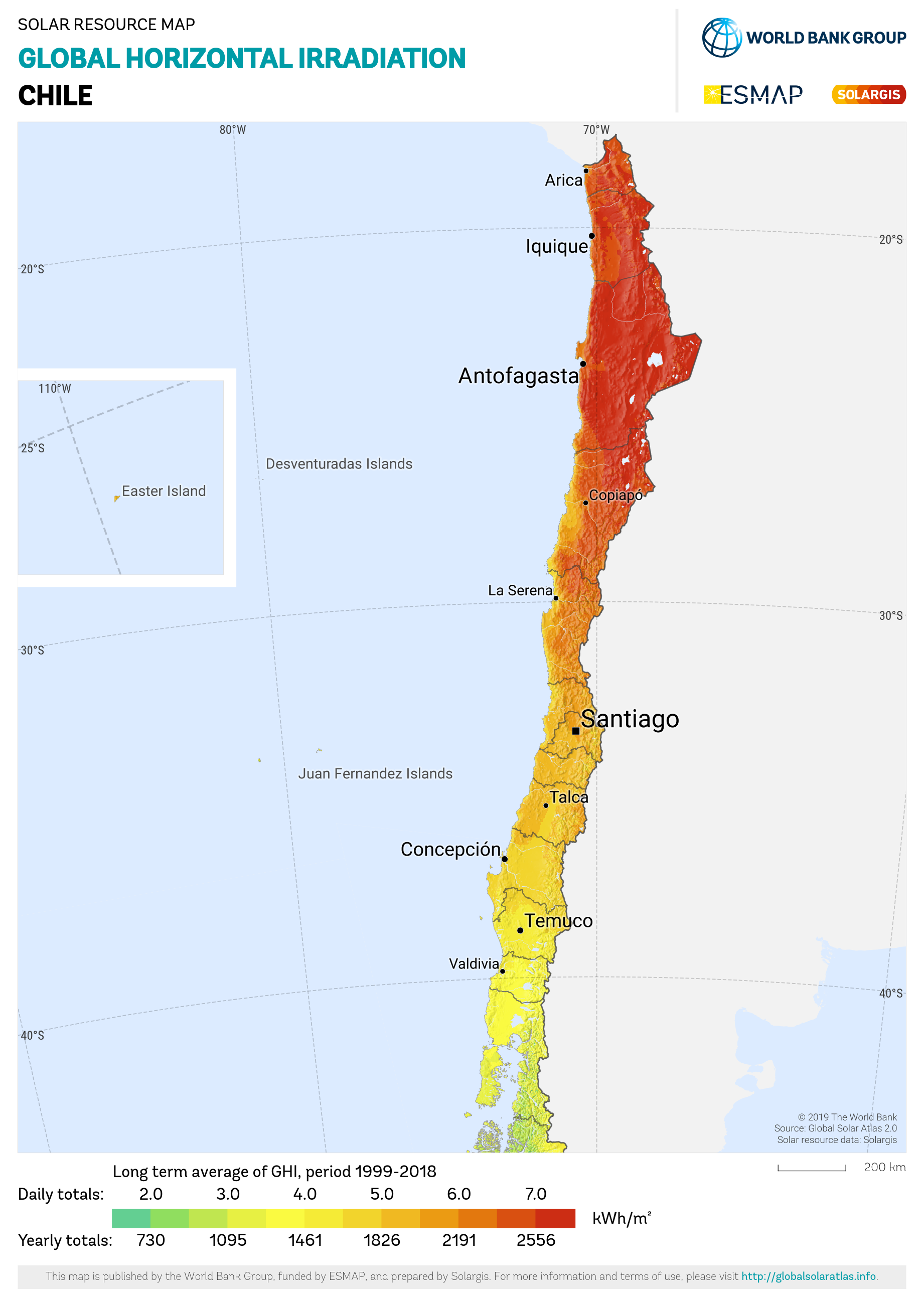
Mapa da incidência solar no Chile, com o potencial de exploração através de energia solar fotovoltaica.

A Estratégia Nacional de Mudanças Climáticas, formulada em 2006 pelo "Comité Nacional Asesor sobre Cambio Global", estabeleceu os primeiros lineamentos estratégicos abrangentes para a ação climática chilena . Esta estratégia foi estruturada em torno de três eixos temáticos fundamentais: adaptação aos impactos das mudanças climáticas, mitigação das emissões de gases de efeito estufa, e criação e fomento de capacidades em mudanças climáticas. O documento representou a primeira tentativa sistemática de articular uma resposta nacional coordenada aos desafios climáticos, estabelecendo objetivos específicos para cada eixo estratégico.
A estratégia de 2006 foi precedida pelos Lineamentos Estratégicos elaborados pelo Comité Nacional Asesor sobre Cambio Global e aprovados pelo Conselho Diretivo da CONAMA em dezembro de 1998. Estes lineamentos incluíam a reafirmação dos compromissos estabelecidos na UNFCCC, a promoção da ratificação do Protocolo de Quioto, a participação em discussões sobre mecanismos econômicos do Protocolo de Quioto, a utilização do Mecanismo de Desenvolvimento Limpo, e a geração de um Plano de Ação Nacional em Mudanças Climáticas.

### Planos de Ação Nacional em Mudanças Climáticas

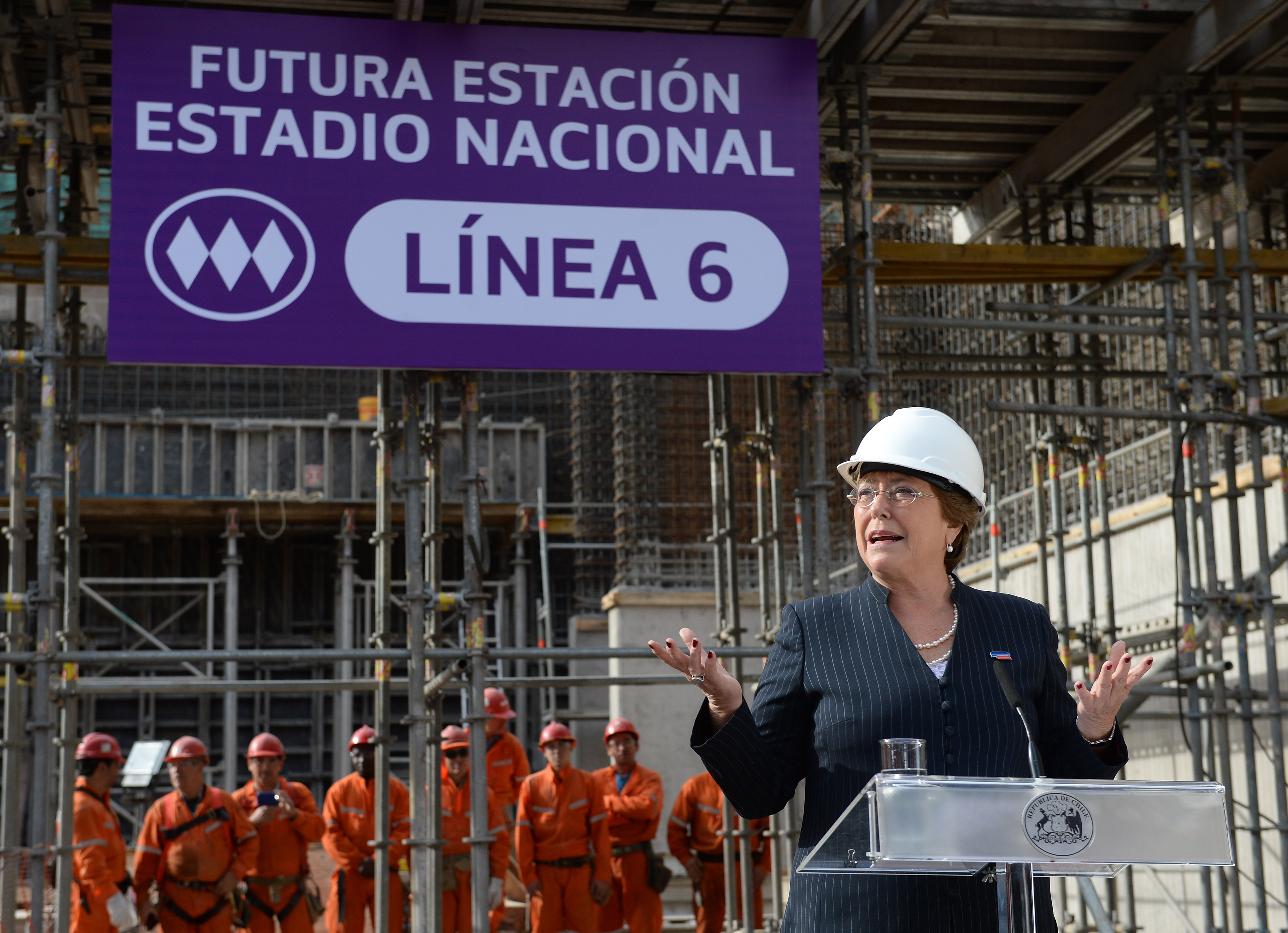
Michelle Bachelet faz o anúncio da incorporação de energias renováveis no funcionamento do metrô de Santiago, em 2016.

O primeiro Plano de Ação Nacional de Mudanças Climáticas (PANCC), vigente para o período entre 2008 e 2012, constituiu o primeiro esforço sistemático de política climática no Chile. Este plano foi aprovado e divulgado pela presidente Michelle Bachelet em dezembro de 2008, estruturando-se em torno dos três eixos definidos na Estratégia Nacional de 2006: adaptação, mitigação e fortalecimento de capacidades.
O PANCC 2008-2012 foi concebido como uma ferramenta para orientar os setores produtivos e acadêmicos, bem como organizações não-governamentais, delineando claramente os temas que deveriam ser abordados pela sociedade como um todo para enfrentar os impactos das mudanças climáticas. O desenvolvimento do plano seguiu um processo consultivo que incluiu a participação de instituições e representantes envolvidos no Conselho de Ministros da Comissão Nacional do Meio Ambiente, incluindo acadêmicos e pesquisadores chilenos. O plano estabeleceu ações prioritárias em áreas como avaliação da vulnerabilidade nacional, desenvolvimento de cenários de mitigação, criação de programas de educação ambiental e de conscientização, e fortalecimento dos marcos institucionais.
A segunda iteração, o PANCC 2017-2022, foi elaborada com base nas lições aprendidas da execução do primeiro plano e nos avanços na gestão das mudanças climáticas nos anos subsequentes. Este segundo plano foi desenvolvido através de um trabalho intersectorial sustentado, com contribuições de treze ministérios e outros serviços com competências em matéria de mudanças climáticas, coordenados pela Divisão de Mudanças Climáticas do Ministério do Meio Ambiente. O processo de elaboração iniciou-se em 2014 e incluiu um processo de participação cidadã realizado em 2015, com workshops e consulta pública entre abril e agosto de 2016.
Esta nova versão do PANCC incorporou uma estrutura operativa que considerava tanto um nível central constituído por organismos existentes quanto um componente regional através dos Comitês Regionais de Mudanças Climáticas (CORECC). Estes comitês regionais são presididos pelos Intendentes Regionais e incluem representantes do Governo Regional, Conselho Regional, Governanças Provinciais, e outros atores relevantes.

### Lei-Marco de Mudanças Climáticas (2022)

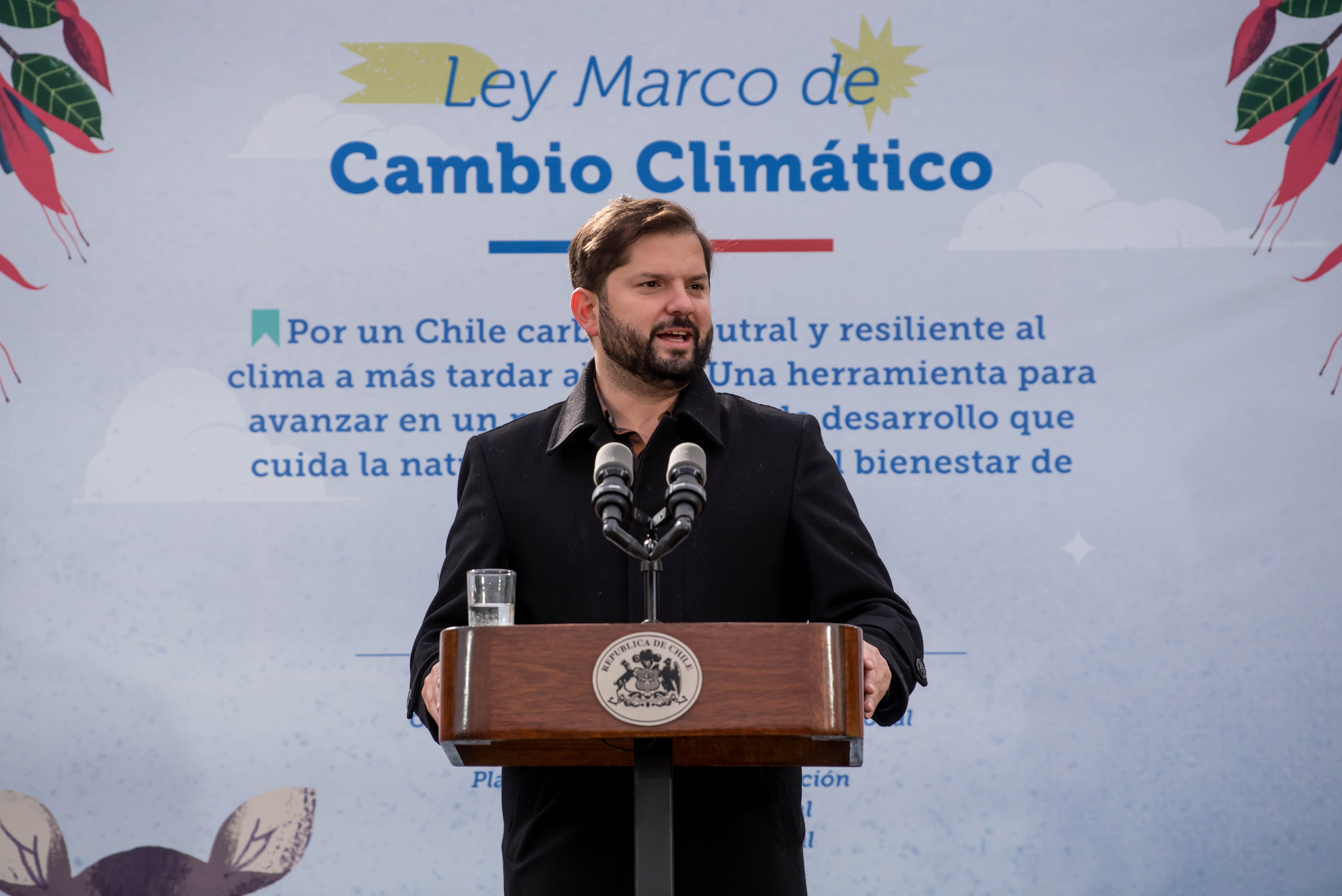
Gabriel Boric durante a cerimônia de promulgação da Lei-Marco de Mudanças Climáticas, em junho de 2022.

A Lei-Marco de Mudanças Climáticas (Lei Nº 21.455), promulgada em 2022, durante o primeiro ano de governo de Gabriel Boric, cria um quadro jurídico abrangente para que o país possa enfrentar as mudanças climáticas através de ações de mitigação e adaptação com uma perspectiva de longo prazo, dando cumprimento aos compromissos internacionais assumidos no Acordo de Paris. A lei estabelece como meta nacional alcançar a neutralidade de carbono até 2050, com revisões quinquenais desta meta pelo Ministério do Meio Ambiente.
A Lei Marco estabelece uma institucionalidade robusta que formaliza responsabilidades e obrigações para 13 ministérios e todas as regiões e comunas do país. A lei cria e reconhece de maneira vinculante uma série de instrumentos que permitirão a ação climática nacional para cumprir os objetivos de neutralidade de carbono e resiliência, incluindo planos setoriais de adaptação e/ou mitigação, planos regionais e comunais, e sistemas de informação e gestão das mudanças climáticas.
A Lei Marco também estabelece inovações significativas em termos de participação cidadã e transparência, criando o Sistema Nacional de Acesso à Informação e Participação Cidadã sobre Mudanças Climáticas. Este sistema visa promover o caráter democrático do combate às mudanças climáticas, criando bases de dados de acesso público e garantindo a participação da população em processos de decisão. Adicionalmente, a lei modifica a legislação ambiental chilena para exigir a incorporação da "variante de mudanças climáticas" em projetos submetidos ao Sistema de Avaliação de Impacto Ambiental.
Apesar do marco jurídico estabelecido, estudos de monitoramento apontam desafios significativos na implementação plena da Lei Marco de Mudanças Climáticas. Mais de um ano após sua promulgação, cerca de 35,9% dos regramentos necessários para sua operacionalização permaneciam pendentes de publicação em meados de 2023.
A complexidade transversal da lei exige coordenação entre 11 ministérios para elaborar 19 planos setoriais – com ritmos díspares de desenvolvimento – e cerca de 500 instrumentos de gestão em níveis regional e comunal, onde os avanços são ainda mais limitados. Esse cenário, somado à insuficiência de recursos específicos e capacidade burocrática, gera preocupações quanto à capacidade de cumprir prazos e priorizar ações diante da urgência climática.

#### Estratégia Climática de Longo Prazo
Um dos instrumentos centrais estabelecidos pela Lei Marco é a Estratégia Climática de Longo Prazo (ECLP), que define os lineamentos gerais de longo prazo que o país seguirá de maneira transversal e integrada, considerando um horizonte de 30 anos.
A ECLP foi apresentada em 2019, durante a COP25, antes mesmo da aprovação da Lei Marco, como parte do compromisso chileno de trabalhar nos instrumentos do Acordo de Paris. Esta estratégia estabelece pela primeira vez no país limites setoriais de emissões de carbono até 2030, que serão obrigatórios e vinculantes.
A ECLP baseia-se em cinco fundamentos de construção: 
1. Governança climática robusta e transparente;
2. Custo-efetividade como instrumento para priorizar ações;
3. Soluções baseadas na natureza;
4. Respeito ao pilar social da NDC;
5. Avanço permanente no cumprimento dos Objetivos de Desenvolvimento Sustentável;

A legislação prevê que a estratégia seja atualizada a cada 10 anos através de um processo participativo que envolva múltiplos atores e setores.

## Financiamento público
O Estado chileno prioriza recursos para transição energética e gestão hídrica. O Fundo de Proteção Ambiental, criado em 2012, financia projetos locais de adaptação e mitigação. A Lei-Marco exige relatórios anuais sobre investimentos públicos climáticos e a elaboração de uma Estratégia Financeira de Mudança Climática pelo Ministério da Fazenda. Em 2021, o orçamento ambiental atingiu US$ 1,2 bilhão, com foco em energias renováveis e infraestrutura resiliente.

### Fundo de Proteção Ambiental
O Fundo de Proteção Ambiental constitui o principal instrumento público nacional de financiamento direto para iniciativas ambientais e climáticas no Chile. Criado pela Lei 19.300 sobre a lei de Bases Gerais do Meio Ambiente em 1994, o FPA é o primeiro e único fundo concursável de caráter nacional com que conta o Estado chileno para apoiar iniciativas ambientais apresentadas pela cidadania.
O fundo tem como objetivo financiar total ou parcialmente projetos ou atividades orientados à proteção ou reparação do meio ambiente, desenvolvimento sustentável, preservação da natureza e conservação do patrimônio ambiental.
Podem postular organizações comunitárias, territoriais ou funcionais, comunidades agrícolas, associações gremiais, centros de pais e apoderados, comunidades indígenas, universidades públicas ou privadas, centros de pesquisa, fundações, corporações e organizações não-governamentais.

### Taxação de Carbono
O imposto de carbono chileno representa um marco histórico na política climática da América Latina, estabelecendo o Chile como o primeiro país sul-americano a implementar uma taxa sobre emissões de dióxido de carbono.
Introduzido através da Lei 20.780 em 2014, como parte de uma ampla reforma tributária, este instrumento de precificação de carbono tem evoluído gradualmente desde sua implementação em 2017, incorporando mecanismos de compensação e ajustes regulatórios que refletem o aprendizado institucional e as necessidades específicas do contexto econômico chileno.
Foi introduzido dentro de um pacote com três novos impostos ambientais: um imposto sobre emissões de CO2 de fontes estacionárias, um imposto sobre poluentes locais (material particulado, óxidos de nitrogênio e dióxido de enxofre) e um imposto sobre a primeira venda de veículos novos.
O imposto foi fixado em US$ 5 por tonelada de CO2 emitida, baseado em estimativas de preço de carbono do Ministério de Desenvolvimento Social elaboradas em 2014. Esta taxa, embora considerada baixa pelos padrões internacionais, foi deliberadamente estabelecida em um nível conservador para facilitar a adaptação dos setores regulados e aumentar a aceitação social. Estudos internacionais indicam que esta taxa está significativamente abaixo das recomendações do Acordo de Paris, que sugerem entre US$ 40-80 por tonelada de CO2 até 2020 e US$ 50-100 por tonelada até 2030.
A Lei de Modernização Tributária aprovada pelo Congresso em fevereiro de 2020 introduziu mudanças significativas, que entraram em vigor em 1º de janeiro de 2023. Uma inovação introduzida pela reforma foi o mecanismo de compensação de carbono, que permite às empresas reduzir sua carga tributária através de projetos de redução de emissões desenvolvidos no Chile. Para esses projetos de redução, foram estabelecidos três critérios gerais para a elegibilidade dos projetos: as reduções de emissões devem ser adicionais a qualquer regulamentação ambiental ou setorial aplicável ao contribuinte; a redução de emissões deve ser mensurável e verificável pelo Ministério do Meio Ambiente; e os projetos de redução de emissões devem operar durante todo o período em que o contribuinte esteja sujeito ao imposto verde.

## Financiamento privado
O setor privado participa ativamente, especialmente no setor energético, que recebeu US$ 8,5 bilhões em investimentos entre 2018 e 2022 para expandir parques solares e eólicos.
A Lei-Marco obriga instituições financeiras a divulgar riscos climáticos de seus portfólios e incentiva mercados de carbono. Empresas como Enel e AES Andes lideram projetos de hidrogênio verde, alinhados à meta de 70% de energias limpas na matriz elétrica até 2030.
Além disso, o Chile tem considerado a integração de critérios ESG nos investimentos de seus fundos soberanos e conta com um mercado de títulos verdes e sociais na Bolsa de Comércio Santiago, ativo desde 2018.

### Títulos verdes
O Chile tornou-se pioneiro continental em títulos verdes soberanos, estabelecendo precedentes importantes para o financiamento sustentável na região.
Em junho de 2019, o país emitiu, em parceria com o Banco Interamericano de Desenvolvimento, o primeiro "bono verde" soberano das Américas, levantando US$ 2,4 bilhões através de duas operações simultâneas: US$ 1,418 milhão em dólares (17 de junho) e €861 milhões em euros (25 de junho).
O portfólio de projetos financiado através dos títulos verdes chilenos abrange categorias estratégicas como transporte limpo, energia solar, construção verde e gestão de águas, totalizando US$ 4,3 bilhões em projetos elegíveis. O governo economizou entre 5 a 10 pontos base em emissões denominadas em euros e até 5 pontos base em dólares, demonstrando o valor agregado da rotulagem verde.

### Setor Bancário
O BancoEstado atua por meio da "Plataforma Impacto Verde", que em 2024 mobilizou mais de 473 bilhões de pesos chilenos em empréstimos verdes e lançou emissões de bônus sustentáveis. Entre suas iniciativas, destacam-se os programas de financiamento para habitações com eficiência energética, desenvolvidos em cooperação com o Banco Europeu de Investimento.

### Setor de Energia

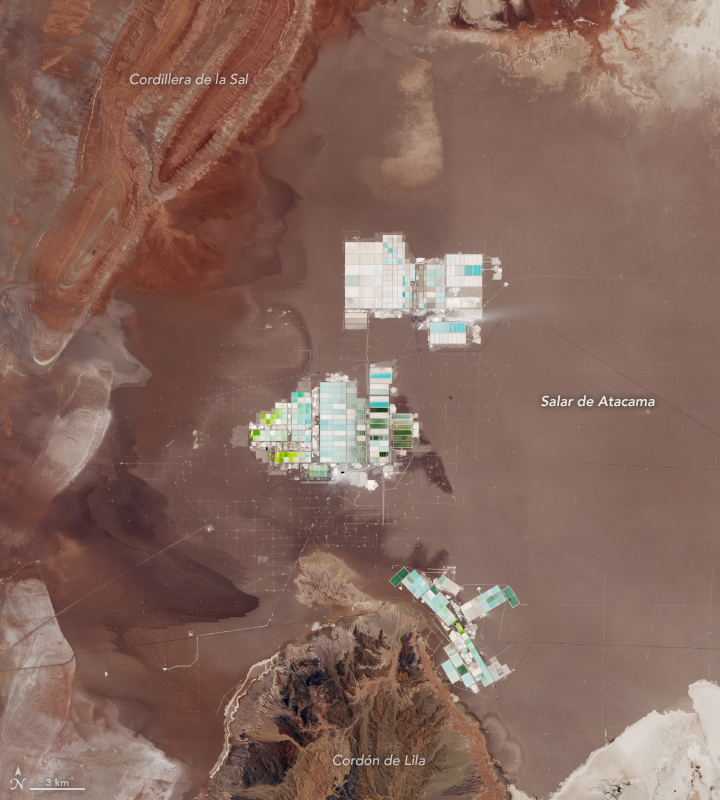
Exploração de lítio no deserto do Atacama, em 2018.

Empresas multinacionais do setor energético, como Enel e a Engie, também têm papel relevante. A Enel anunciou investimentos de US$ 2,3 bilhões até 2026, com foco em energia renovável e armazenamento. Já a Engie implementa projetos como o sistema de armazenamento em baterias de lítio BESS Coya e um projeto de hidrogênio verde, na cidade de María Elena, em Antofagasta.

## Cooperação internacional e financiamento externo
O Chile acessa recursos multilaterais por meio do Banco Mundial, Banco Interamericano de Desenvolvimento (BID) e programas da ONU. Em 2019, tornou-se o primeiro país da América do Sul a emitir títulos verdes soberanos, captando US$ 2,2 bilhões para projetos de transporte sustentável e eficiência energética. Parcerias como o NDC Partnership e o Fundo Verde do Clima apoiam iniciativas como o reflorestamento de 200 mil hectares até 2035.